# Keith A. Wester
Keith Albert Wester (* 21. Februar 1940 in Seattle, Washington; † 1. November 2002 in Studio City, Kalifornien) war ein US-amerikanischer Tontechniker.

## Wirken
Nach seinem Bachelor-Abschluss der California State University, Los Angeles und seinem Master-Abschluss an der University of California, Los Angeles (kurz: UCLA). begann Wester seine Arbeit als Tontechniker zunächst im Bereich von Werbefilmen. Bevor er im Jahr 1966 ins Filmgeschäft wechselte, hat Wester an über 2.500 Werbespots mitgearbeitet. Im Jahr 1966 trat er in dem Film „Rat Pfink a Boo Boo“ nicht nur als Darsteller in Erscheinung, sondern zeichnete zugleich auch für den Schnitt sowie den Ton verantwortlich. In den folgenden Filmen wie „Angels from Hell“ oder „The Photographer“ konzentrierte Wester sich nur noch auf die Tontechnik. Anfang der 80er-Jahre war Wester vornehmlich im Fernsehbereich für Serien und Fernsehfilme wie „Spenser“ oder „Früher Frost – Ein Fall von Aids“ als Tontechniker tätig, bis er sich Ende der 1980er-Jahre wieder verstärkt dem Kinofilm zuwandte. Zu einer seiner letzten Arbeiten gehörte der im Jahr 2003 erschienene Film „Born 2 Die“.

## Leben
Wester war zweimal verheiratet. Aus seiner geschiedenen ersten Ehe mit Judith Wells hat er eine Tochter namens Wendy. Mit Joan Bursler war er in zweiter Ehe bis zu seinem Tod infolge einer Krebserkrankung verheiratet.

## Auszeichnungen
Wester wurde im Laufe seiner Karriere sechs Mal in der Kategorie „Bester Ton“ für einen Oscar nominiert, darunter für Filme wie „Armageddon – Das jüngste Gericht“ und „Der Sturm“. Zudem gewann er einen Emmy für seine Arbeit an dem Fernsehfilm „Früher Frost – Ein Fall von Aids“. Weiterhin war er viermal für einen Cinema Audio Society Award und einmal für einen BAFTA-Award nominiert.

## Filmografie (Auswahl)
- 1966: Rat Pfink a Boo Boo
- 1968: Engel der Hölle (Angels from Hell)
- 1974: The Photographer
- 1978: Unsere Lassie (The Magic of Lassie)
- 1981: Eine schöne Bescherung (Carbon Copy)
- 1981: Ein Montag im Oktober (First Monday in October)
- 1982: Küß mich, Doc (Young Doctors in Love)
- 1984: Nachts werden Träume wahr (Thief of Hearts)
- 1985: Die Maske (Mask)
- 1989: Black Rain
- 1990: Joe gegen den Vulkan (Joe Versus the Volcano)
- 1991: Tod im Spiegel (Shattered)
- 1991: Thelma und Louise (Thema & Louise)
- 1993: Body of Evidence
- 1993: Ein unmoralisches Angebot (Indecent Proposal)
- 1995: Waterworld
- 1996: The Rock – Fels der Entscheidung (The Rock)
- 1997: Air Force One
- 1997: Die Akte Jane (G.I. Jane)
- 1998: Armageddon – Das jüngste Gericht (Armageddon)
- 1999: Ungeküsst (Never Been Kissed)
- 1999: Die Braut, die sich nicht traut (Runaway Bride)
- 2000: Der Sturm (The Perfect Storm)
- 2001: Plötzlich Prinzessin (The Princess Diaries)
- 2003: Born 2 Die (Cradle 2 the Grave)